# خورتشة (غركان)
خورتشة (بالفارسية: خورچه) هي قرية تقع في إيران في قسم غرکان الريفي. يقدر عدد سكانها بـ 193 نسمة بحسب إحصاء 2016.